# 哈斯卡德高地
80°30′S 29°15′W / 80.500°S 29.250°W
哈斯卡德高地（英語：Haskard Highlands）是南極洲的高地，位於科茨地，屬於沙克爾頓山脈的一部分，處於布萊克洛克冰川和斯特拉頓冰川之間，最高點是海拔高度1,210米的韋斯頓山。